# Sineugraphe sinensis
Sineugraphe sinensis là một loài bướm đêm trong họ Noctuidae.